# 阿蒙霍特普二世

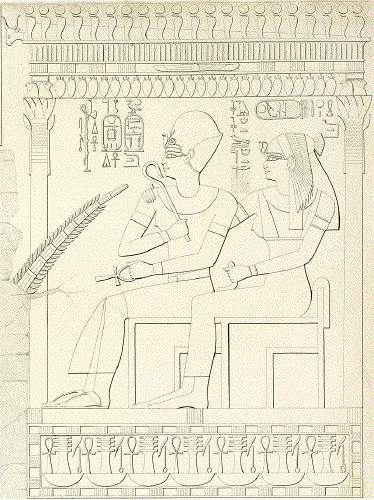
阿蒙霍特普二世(左)与母亲美丽特拉-哈特谢普苏特

阿蒙霍特普二世（Amenhotep II）是古埃及第十八王朝第七位法老，在位約26年（約公元前1427年—约公元前1401年在位），是图特摩斯三世之子。
阿蒙霍特普二世在即位初期與父親共同執政，在位第3年時父親去世，叙利亚發生叛亂，帶兵征討，取得勝利。在位第7及9年時再出兵敘利亞，此後與米坦尼国王達成非正式的和平。在南方，努比亚在此時期沒有發生被記載下來的叛亂事件。阿蒙霍特普二世又与巴比伦、赫梯等同时代强国建立外交联系。
阿蒙霍特普二世死後，其子图特摩斯四世繼位。

## 家庭
阿蒙霍特普二世是图特摩斯三世与侧妃美丽特拉-哈特谢普苏特的儿子，一开始，他并非图特摩斯三世指定的继承人，但原本的继承人阿蒙奈哈特，图特摩斯三世与不明妃嫔（或许是王后萨提雅或涅弗鲁利）的儿子，阿蒙霍特普二世的兄弟，在图特摩斯三世統治第35年時死去，阿蒙霍特普才得以继承王位。阿蒙霍特普二世有一名妻子，提娅，她的家世不详，也不曾于任何阿蒙霍特普二世的文物中出现，仅出现于儿子图特摩斯四世的建筑与文物中，对她的记载也有限（疑是法老们担心他们的皇后妃嫔会像女皇哈特谢普苏特一样掌权或有过大的势力或者擔心皇后妃嬪會以阿蒙之神妻(God Wife of Amun)的封號與地位奪權或收集勢力而把许多妃嫔记载删去），他是否有任何妾室至今有待考察。阿蒙霍特普二世也有许多孩子，大多数孩子母亲身份不明:
- 图特摩斯四世(Thutmose lV)，母提娅，后继承王位
- 阿蒙霍特普(Amenhotep)，王子，母不详
- 维本仙努，王子，母不详，与兄弟尼德杰姆于建筑工人Minmose的雕像上被提起，其木乃伊于帝王谷其父亲的墓室，KV35发现，现在仍然留在那
- 阿蒙尼莫普(amenemopet)，王子，母不详，于一个称为stela c的石碑与护士Senetruiu的石碑上被提起
- 尼德杰姆(nedjem)，王子，母不详，与兄弟维本仙努于建筑工人Minmose的雕像上被提起
- 卡伊瓦斯特(Khaewaset)，王子，于两个石柱上被提起，并得到“overseer of the cattle”的封号，王子得到这个封号是十分罕见的。
- Aeheperkare?
- Aakheperure?
- 亚雷特(Laret)，公主，母不详，后为图特摩斯四世的皇后
- 雅赫摩斯(Ahmose)，王子，母亲可能是提娅，出现于一个石碑（现藏柏林），和他一个损坏的雕像（现藏开罗）

## 陵墓与木乃伊
阿蒙霍特普二世的木乃伊在其墓(KV35) 发现，有许多的皇家木乃伊都被移到了他的陵墓，所以他的陵墓变成了"皇家木乃伊坑"。在陵墓里发现的雕像，皇家木乃伊，培葬品等都被运到开罗博物馆。